# سيلفيا سارني
سيلفيا سارني (بالإيطالية: Silvia Sarni)‏ مواليد 16 سبتمبر 1987 في فودجا، هي لاعبة كرة سلة إيطالية. بدأت مسيرتها الاحترافية في سنة 2003. لعبت مع نادي كومنسي لكرة السلة للسيدات ونادي تارانتو كراس لكرة السلة في الدوري الإيطالي لكرة السلة للسيدات.

## روابط خارجية
- سيلفيا سارني على موقع الاتحاد الدولي لكرة السلة (الإنجليزية)
- سيلفيا سارني على موقع كرة السلة الأوروبية.كوم (الإنجليزية)